# Gymnopogon chapmanianus
Gymnopogon chapmanianus är en gräsart som beskrevs av Albert Spear Hitchcock. Gymnopogon chapmanianus ingår i släktet Gymnopogon och familjen gräs. Inga underarter finns listade i Catalogue of Life.